# EuroVoc

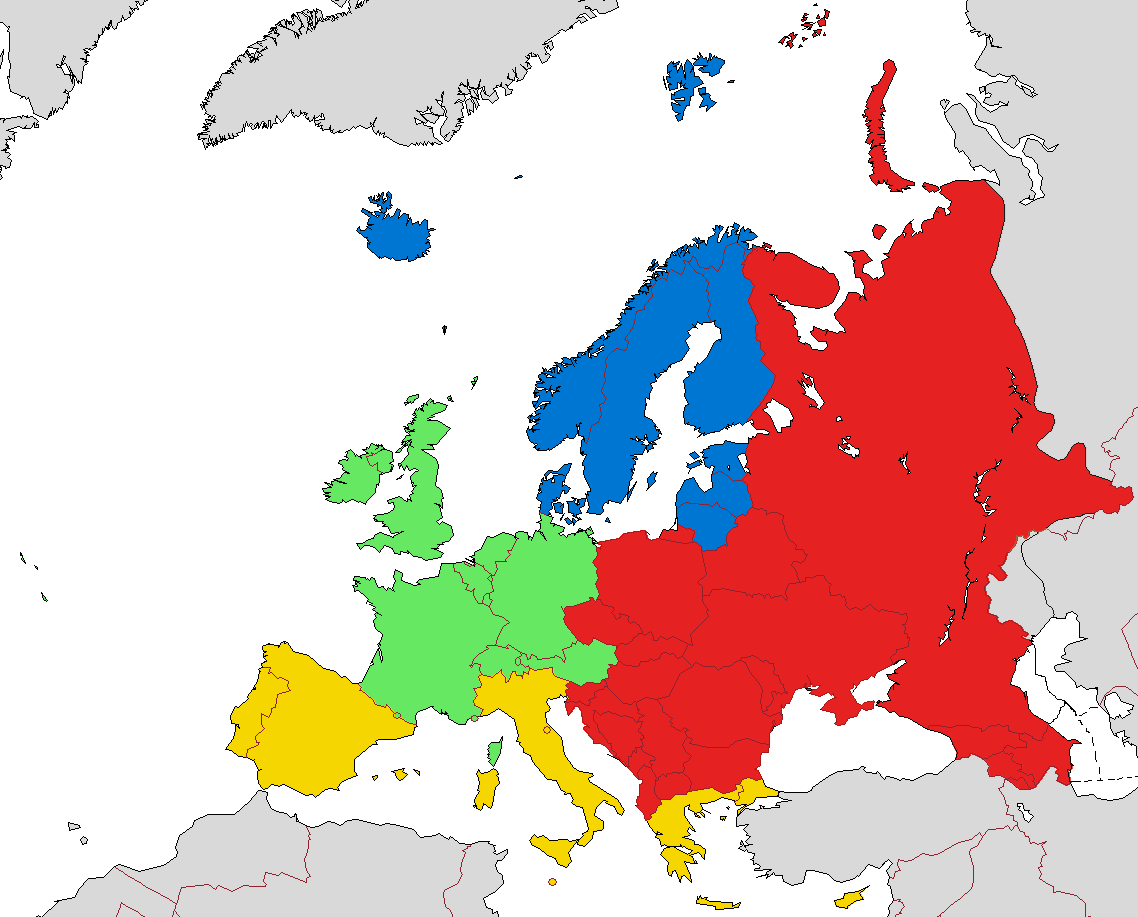
Las subregiones de Europa según las define y denomina EuroVoc:
Europa Central y Oriental
Europa del Norte
Europa Meridional
Europa Occidental

EuroVoc es un tesauro multilingüe mantenido por la Oficina de Publicaciones de la Unión Europea (UE). Existe en los 24 idiomas oficiales de la UE (búlgaro, croata, checo, danés, holandés, inglés, eslovaco, esloveno, español, estonio, finlandés, francés, alemán, griego, húngaro, irlandés, italiano, letón, lituano, maltés, polaco, portugués, rumano y sueco) más albanés, macedonio y serbio, aunque la interfaz de usuario aún no está disponible en estos idiomas. 
EuroVoc es utilizado por el Parlamento Europeo, la Oficina de Publicaciones de la Unión Europea, los parlamentos nacionales y regionales de Europa, algunos departamentos gubernamentales nacionales y otras organizaciones europeas.
Sirve de base para los nombres de dominio utilizados en la base de datos terminológica de la UE: Terminología interactiva para Europa.

## Clasificación geográfica
Las subregiones geográficas de Europa definidas por EuroVoc:

### Europa Central y Oriental
- Albania
- Armenia
- Azerbaiyán
- Bielorrusia
- Bosnia y Herzegovina
- Bulgaria
- República Checa
- Croacia
- Eslovaquia
- Eslovenia
- Georgia
- Hungría
- Macedonia del Norte
- Moldavia
- Montenegro
- Polonia
- Rumania
- Rusia
- Serbia
- Ucrania

### Europa del Norte
- Dinamarca
- Estonia
- Finlandia
- Islandia
- Letonia
- Lituania
- Noruega
- Suecia

### Europa Meridional
- Chipre
- España
- Grecia
- Italia
- Malta
- Portugal
- San Marino
- Turquía[3]
- Ciudad del Vaticano

### Europa Occidental
- Alemania
- Andorra
- Austria
- Bélgica
- Francia
- Irlanda
- Liechtenstein
- Luxemburgo
- Mónaco
- Países Bajos
- Reino Unido
- Suiza